# Educaedu

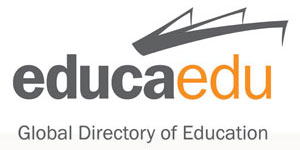
Logo Educaedu

Educaedu to globalna platforma edukacyjna, która umożliwia centrom edukacyjnym publikowanie oferty, a użytkownikom przeszukiwanie zgromadzonych zasobów studiów, kursów i szkoleń w 20 państwach i w 9 językach.
Firma Educaedu założona w 2001 roku przez Mikaela Castańosa i Fernando Bacaicoa, rozpoczęła działalność w Hiszpanii od wprowadzenia na rynek trzech serwisów edukacyjnych: Tumaster, BuscaOposiciones, CanalCursos. W styczniu 2008 rozwinięto działalność o międzynarodową markę Educaedu.
Educaedu posiada biura w Buenos Aires (Argentyna), Bilbao (Hiszpania), Bogocie (Kolumbia), São Paulo (Brazylia), i w Madrycie (Hiszpania), oraz przedstawicielstwa w Meksyku i w Santiago de Chile.
Obecnie Educaedu zatrudnia 75 osób 14 różnych narodowości i kultur, które pracują nad lokalnymi portalami Educaedu.
Kraje, w których działa Educaedu: Argentyna, Australia, Austria, Brazylia, Chile, Kolumbia, Ekwador, Hiszpania, Stany Zjednoczone, Francja, Włochy, Kanada, Meksyk, Peru, Polska, Portugalia, Wielka Brytania, Rosja i Turcja.
Języki: hiszpański, portugalski, niemiecki, francuski, włoski, polski, angielski i turecki, rosyjski.